# Digitopressione (medicina alternativa)

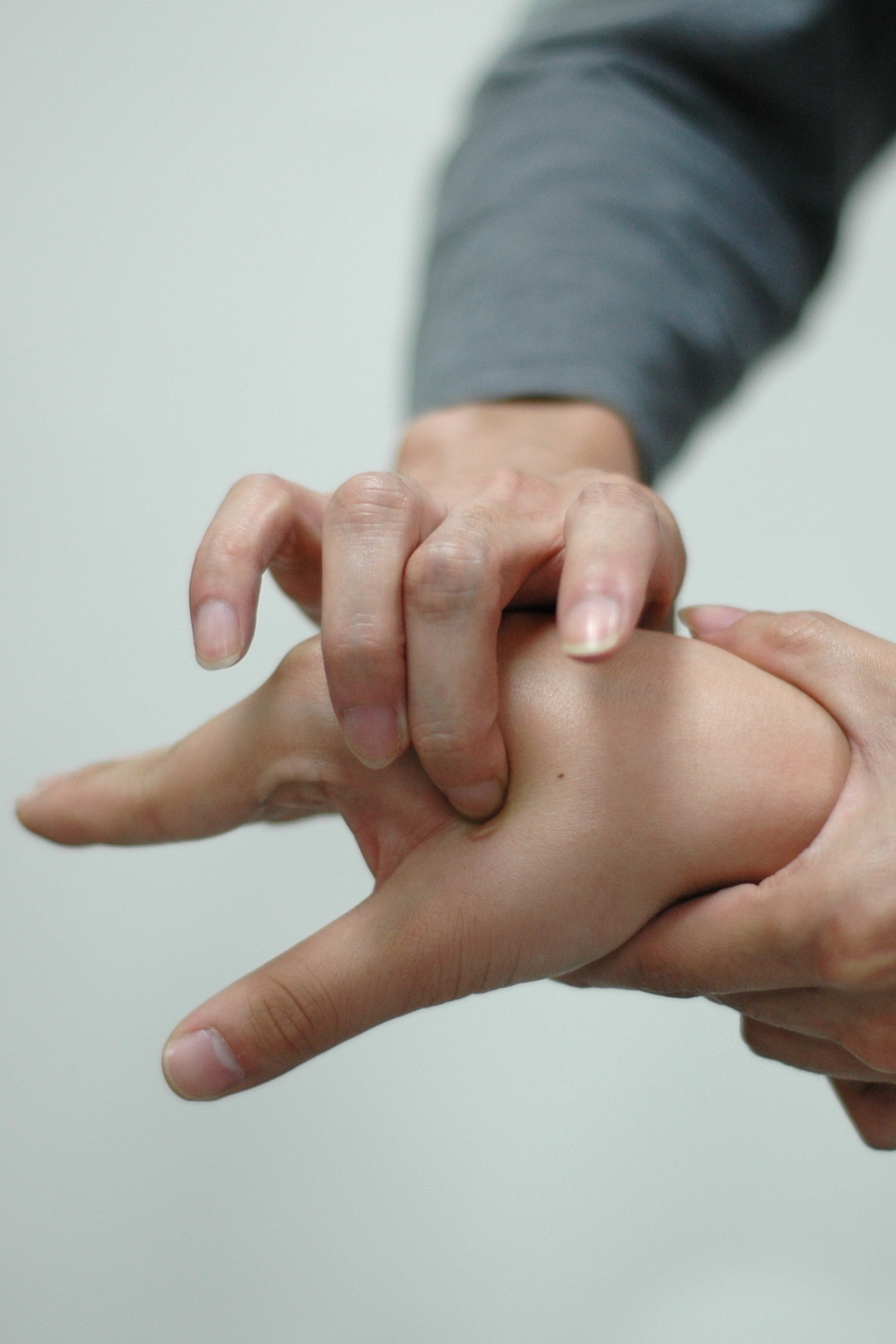
Digitopressione sul punto hegu LI 4 del meridiano dell'intestino crasso

La digitopressione è un'antica tecnica di massaggio che si esegue tramite la pressione delle dita sui punti del corpo che si afferma siano corrispondenti a ciascun organo (come avviene nell'agopuntura, di cui è considerata un "ramo minore"). 
Questa tecnica è stata sviluppata nel XX secolo da massaggiatori orientali, ed è oggi molto diffusa nelle famiglie giapponesi.
Questa tecnica, secondo i suoi sostenitori, porterebbe benefici sullo stato di benessere generale, e favorirebbe e stimolerebbe le difese dell'organismo.
La digitopressione sarebbe secondo loro efficace anche per combattere l'affaticamento e l'intorpidimento conseguenti a lunghi viaggi.
Sarebbe invece sconsigliata alle persone sofferenti di malattie infettive, dermatologiche o con sintomi febbrili, e durante la gravidanza.